# Barry Bonds
Barry Lamar Bonds (Riverside, 24 de julho de 1964) é um ex-jogador de beisebol que atuando como profissional na Major League Baseball de 1984 a 2007 pelo Pittsburgh Pirates e pelo San Francisco Giants, e ficou conhecido pela sua habilidade em bater home runs. Detém o recorde de mais home runs em uma única temporada, com 73 em 2001, e o de mais home runs na carreira, com 762. Contudo, imprensa e torcedores levantam suspeitas sobre esses recordes, devido ao provável uso de esteróides e outras substâncias ilegais por parte de Bonds depois de 1998.
É considerado por muitos um dos maiores rebatedores de todos os tempos. É o único jogador a rebater pelo menos 500 home runs e roubar 500 bases. Bonds foi eleito o MVP da Liga Nacional sete vezes, um recorde absoluto, em 1990, 1992, 1993, 2001, 2002, 2003 e 2004. Ainda ganhou oito Luvas de Ouro, prêmio anual para os melhores jogadores em cada posição defensiva, devido ao seu grande talento como defensor esquerdo.
Seu pai, Bobby Bonds, foi um grande defensor nas décadas de 60 e 70, principalmente pela equipe do Giants, e seu padrinho é o lendário Willie Mays, um dos maiores jogadores de todos os tempos e o maior ídolo de Bonds.

## Polêmica com esteróides
Em 1999, Bonds já era considerado um grande jogador e provável membro do Hall da Fama depois de se aposentar, mas, em uma idade em que a produção da grande maioria dos jogadores começa a declinar, a de Bonds começou a acelerar, e nos anos seguintes sua produção ofensiva alcançou níveis extraordinários. Em 2000, aos 36 anos, Bonds rebateu 30,6%, com uma porcentagem de poder de 68,8% (melhor de sua carreira à época), acertou 49 home runs em apenas 143 jogos (também o ápice de sua carreira até aquele ponto) e ainda liderou a liga em andadas, com 117.
No ano seguinte, a produção ofensiva de Bonds alcançou níveis ainda mais altos, quebrando não apenas seus recordes pessoais, como também vários recordes das grandes ligas. No intervalo do Jogo das Estrelas, ele já tinha rebatido 39 home runs (recorde das grandes ligas), andado 177 vezes (também recorde) e alcançado a base em 51,5% das vezes, um feito que ninguém alcançava desde Mickey Mantle e Ted Williams, mais de 40 anos antes. A porcentagem de poder dele naquela temporada alcançou 86,3% (411 bases em 476 tentativas) e, o mais impressionante, ele terminou o ano com 73 home runs, novo recorde das grandes ligas.
Tais números suscitaram poucas suspeitas à época, mas, em 2003, ele foi envolvido em um escândalo quando Greg Anderson, do laboratório BALCO, personal trainer de Bonds desde 2000, foi acusado de fornecer esteróides anabolizantes a atletas, incluindo aí jogadores de beisebol profissionais. As especulações em torno de Bonds começaram a aumentar por causa de sua ligação com Anderson, mas ele se declarou inocente, atribuindo seu corpo maior e muito mais musculoso a um regime estrito de musculação, dieta e a suplementos alimentares permitidos.
Durante testemunho em juízo, em 4 de dezembro, Bonds teria declarado que Anderson deu a ele um bálsamo de esfregar e uma substância líqüida que, de acordo com Anderson, seriam, respectivamente, um creme para artrite e óleo de semente de linho. A promotoria alega que ambos os produtos eram o esteróide tetra-hidrogestrinona.
Em agosto de 2005, os três réus no julgamento dos envolvidos no escândalo BALCO fizeram acordos com a promotoria que não os obrigavam a revelar nomes de atletas que podem ter usado substâncias proibidas.
Em março de 2006, o livro Game of Shadows, escrito por Lance Williams e Mark Fainaru-Wada, foi lançado com estardalhaço por parte da imprensa. O livro diz que Bonds usou estanozolol e uma série de outros esteróides e contém trechos de testemunhos em julgamentos que deveriam ser confidenciais por lei. Por causa do depoimento de Bonds aos tribunais e as acusações contidas no livro, Bonds passou a ser investigado por perjúrio. Ele acabou sendo absolvido desta última mas foi condenado por obstrução de justiça. A condenação foi mantida em uma apelação feita em 2013, mas revertida em 2015.

## Estatísticas

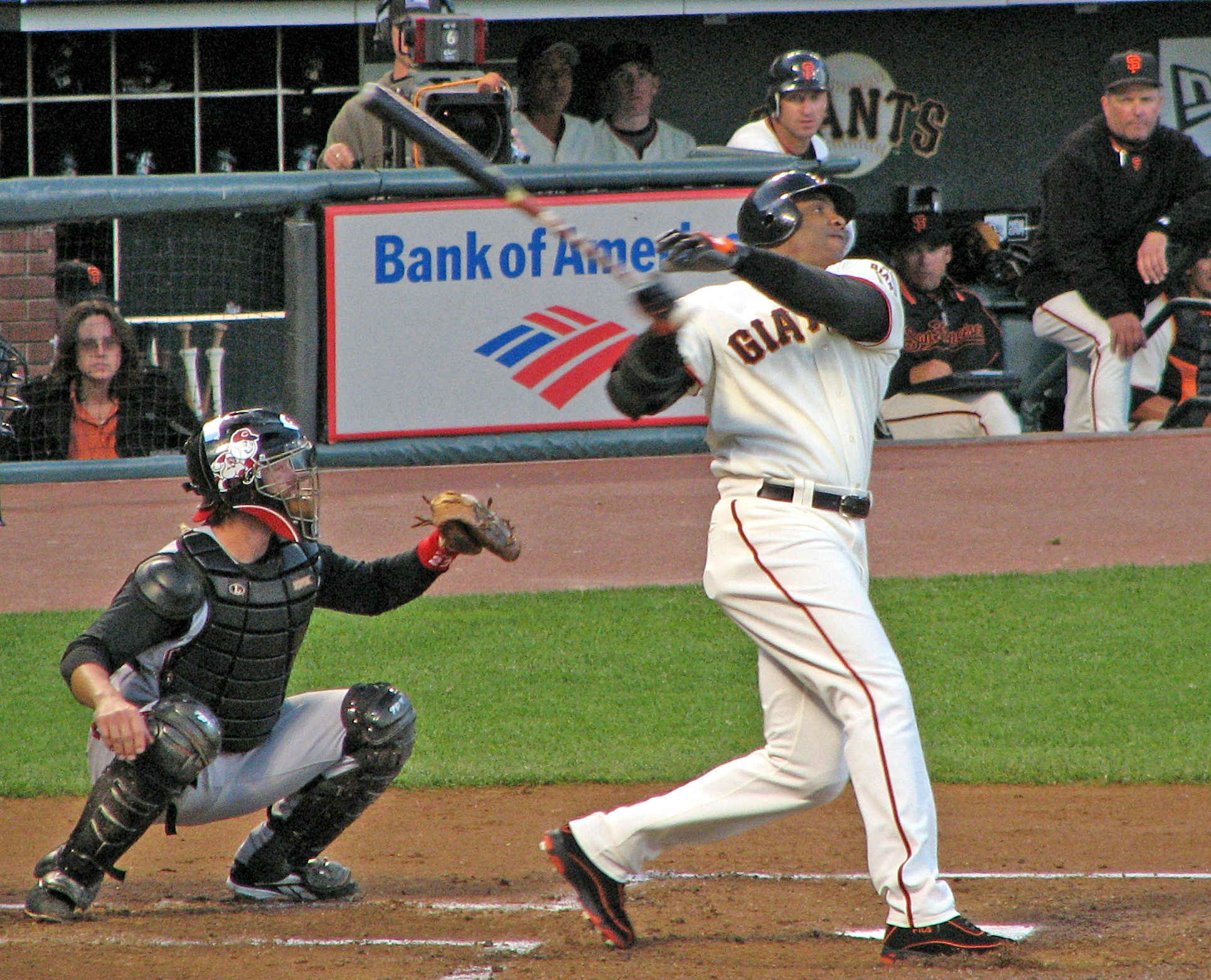
Barry Bonds em 2006.

| Ano  | Idade | Equipe | Liga | J    | AB  | R    | H   | 2B | 3B | HR  | RBI  | SB | CS | BB   | SO  | BA    | OBP   | SLG   | TB   | SH | SF | IBB  | HBP | GDP |
| ---- | ----- | ------ | ---- | ---- | --- | ---- | --- | -- | -- | --- | ---- | -- | -- | ---- | --- | ----- | ----- | ----- | ---- | -- | -- | ---- | --- | --- |
| 1986 | 21    | Pit    | NL   | 150  | 413 | 72   | 92  | 26 | 3  | 16  | 48   | 36 | 7  | 65   | 102 | .223  | .330  | .416  | 172  | 2  | 2  | 2    | 2   | 4   |
| 1987 | 22    | PIT    | NL   | 150  | 551 | 99   | 144 | 34 | 9  | 25  | 59   | 32 | 10 | 54   | 88  | .261  | .329  | .492  | 271  | 0  | 3  | 3    | 3   | 4   |
| 1988 | 23    | PIT    | NL   | 144  | 538 | 97   | 152 | 30 | 5  | 24  | 58   | 17 | 11 | 72   | 82  | .283  | .368  | .491  | 264  | 0  | 2  | 14   | 2   | 3   |
| 1989 | 24    | PIT    | NL   | 159  | 580 | 96   | 144 | 34 | 6  | 19  | 58   | 32 | 10 | 93   | 93  | .248  | .351  | .426  | 247  | 1  | 4  | 22   | 1   | 9   |
| 1990 | 25    | PIT    | NL   | 151  | 519 | 104  | 156 | 32 | 3  | 33  | 114  | 52 | 13 | 93   | 83  | .301  | .406  | .565* | 293  | 0  | 6  | 15   | 3   | 8   |
| 1991 | 26    | PIT    | NL   | 153  | 510 | 95   | 149 | 28 | 5  | 25  | 116  | 43 | 13 | 107  | 73  | .292  | .410* | .514  | 262  | 0  | 13 | 25   | 4   | 8   |
| 1992 | 27    | PIT    | NL   | 140  | 473 | 109* | 147 | 36 | 5  | 34  | 103  | 39 | 8  | 127* | 69  | .311  | .456* | .624* | 295  | 0  | 7  | 32*  | 5   | 9   |
| 1993 | 28    | SFG    | NL   | 159  | 539 | 129  | 181 | 38 | 4  | 46  | 123* | 29 | 12 | 126  | 79  | .336  | .458* | .677* | 365* | 0  | 7  | 43*  | 2   | 11  |
| 1994 | 29    | SFG    | NL   | 112  | 391 | 89   | 122 | 18 | 1  | 37  | 81   | 29 | 9  | 74*  | 43  | .312  | .426  | .647  | 253  | 0  | 3  | 18*  | 6   | 3   |
| 1995 | 30    | SFG    | NL   | 144* | 506 | 109  | 149 | 30 | 7  | 33  | 104  | 31 | 10 | 120* | 83  | .294  | .431* | .577  | 292  | 0  | 4  | 22*  | 5   | 12  |
| 1996 | 31    | SFG    | NL   | 158  | 517 | 122  | 159 | 27 | 3  | 42  | 129  | 40 | 7  | 151* | 76  | .308  | .461  | .615  | 318  | 0  | 6  | 30*  | 1   | 11  |
| 1997 | 32    | SFG    | NL   | 159  | 532 | 123  | 155 | 26 | 5  | 40  | 101  | 37 | 8  | 145* | 87  | .291  | .446  | .585  | 311  | 0  | 5  | 34*  | 8   | 13  |
| 1998 | 33    | SFG    | NL   | 156  | 552 | 120  | 167 | 44 | 7  | 37  | 122  | 28 | 12 | 130  | 92  | .303  | .438  | .609  | 336  | 1  | 6  | 29*  | 8   | 15  |
| 1999 | 34    | SFG    | NL   | 102  | 355 | 91   | 93  | 20 | 2  | 34  | 83   | 15 | 2  | 73   | 62  | .262  | .389  | .617  | 219  | 0  | 3  | 9    | 3   | 6   |
| 2000 | 35    | SFG    | NL   | 143  | 480 | 129  | 147 | 28 | 4  | 49  | 106  | 11 | 3  | 117* | 77  | .306  | .440  | .688  | 330  | 0  | 7  | 22   | 3   | 6   |
| 2001 | 36    | SFG    | NL   | 153  | 476 | 129  | 156 | 32 | 2  | 73* | 137  | 13 | 3  | 177* | 93  | .328  | .515* | .863* | 411  | 0  | 2  | 35   | 9   | 5   |
| 2002 | 37    | SFG    | NL   | 143  | 403 | 117  | 149 | 31 | 2  | 46  | 110  | 9  | 2  | 198* | 47  | .370* | .582* | .799* | 322  | 0  | 2  | 68*  | 9   | 4   |
| 2003 | 38    | SFG    | NL   | 130  | 390 | 111  | 133 | 22 | 1  | 45  | 90   | 7  | 0  | 148* | 58  | .341  | .529* | .749* | 292  | 0  | 2  | 61*  | 10  | 7   |
| 2004 | 39    | SFG    | NL   | 147  | 373 | 129  | 135 | 27 | 3  | 45  | 101  | 6  | 1  | 232* | 41  | .362* | .609* | .812* | 303  | 0  | 3  | 120* | 9   | 5   |
| 2005 | 40    | SFG    | NL   | 14   | 42  | 8    | 12  | 1  | 0  | 5   | 10   | 0  | 0  | 9    | 6   | .286  | .404  | .667  | 28   | 0  | 1  | 3    | 0   | 0   |
| 2006 | 41    | SFG    | NL   | 130  | 367 | 74   | 99  | 23 | 0  | 26  | 77   | 3  | 0  | 115* | 51  | .270  | .454* | .545  | 200  | 0  | 1  | 38*  | 10  | 9   |
| 2007 | 42    | SFG    | NL   | 44   | 154 | 29   | 33  | 4  | 0  | 19  | 30   | 4  | 0  | 52   | 19  | .279  | .494  | .608  | 193  | 0  | 1  | 18   | 1   | 4   |